# Five Points (Ohio)
Five Points es un lugar designado por el censo ubicado en el condado de Warren en el estado estadounidense de Ohio. En el Censo de 2010 tenía una población de 1824 habitantes y una densidad poblacional de 342,04 personas por km².

## Geografía
Five Points se encuentra ubicado en las coordenadas 39°33′34″N 84°11′12″O / 39.55944, -84.18667. Según la Oficina del Censo de los Estados Unidos, Five Points tiene una superficie total de 5.33 km², de la cual 5.33 km² corresponden a tierra firme y (0%) 0 km² es agua.

## Demografía
Según el censo de 2010, había 1824 personas residiendo en Five Points. La densidad de población era de 342,04 hab./km². De los 1824 habitantes, Five Points estaba compuesto por el 96.11% blancos, el 0.49% eran afroamericanos, el 0.22% eran amerindios, el 1.75% eran asiáticos, el 0% eran isleños del Pacífico, el 0.16% eran de otras razas y el 1.26% pertenecían a dos o más razas. Del total de la población el 0.77% eran hispanos o latinos de cualquier raza.